# Sanatruces I da Armênia
Sanatruces I (em armênio: Սանատրուկ; romaniz.: Sanatruk; em grego: Σανατρύκης; romaniz.: Sanatrúkēs; em latim: Sanatruces) foi um rei da Armênia da dinastia arsácida. Foi antecedido no governo por Tiridates I e foi sucedido por Axídares.

## Nome
Sanatruces (Σανατρύκης, Sanatrúkēs), Sinatruces (Σινατρούκης, Sinatroúkēs), Sanatrúcio (Σανατρούκιος, Sanatroúkios) e Sanatruco (Sanatrucus) são as formas grega e latina do nome parta Sanatruque (Sanatrūk), que seria incorporado no armênio (Սանատրուկ) e aramaico (𐡎𐡍𐡕𐡓𐡅𐡊, sntrwk e snṭrwq (aramaico de Hatra)). Em última análise, pode derivar do iraniano antigo *sāna-taru-ka- ("conquistador de inimigos")

## Vida

### Família e origens
De acordo com João Malalas, citando Arriano, Sanatruces era filho de Meerdates, filho de Vologases I (r. 51–78). Por sua vez, Moisés de Corene o coloca como filho de Aude, a irmã de Abgar VI (r. 71–91), rei de Osroena, na Mesopotâmia. Foi sugerido que tenha sido o pai de Vologases I (r. 117–140), que Dião Cássio descreveria como "filho de Sanatruces". A tradição armênia ainda o coloca como pai da mártir Sanducte, a Virgem.
Moisés alegou que a família de Sanatruces estava se dirigindo à Armênia junto de Biurate Bagratúnio e Cosroes Arzerúnio quando foram atingidos por uma nevasca em Corduena. O futuro rei ainda era uma criança e foi protegido por três dias e três noites por sua enfermeira Sanota até serem encontrados por um cão branco que foi enviado para procurá-los. Continua Moisés que, em homenagem a ela, a criança foi nomeada Sanatruces, que supostamente significaria "presente de Sanota", mas a etimologia é contestada como inventada.

### Reinado

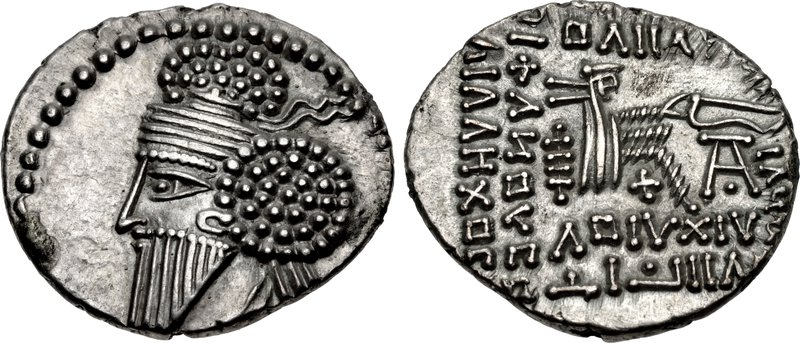
Dracma de

Sanatruces sucedeu Tiridates I como rei da Armênia no final do século I. Pouca ou nenhuma informação está disponível em fontes literárias ou numismáticas sobre ele. Através da comparação de várias fontes clássicas e armênias, presume-se que tenha reinado por volta do início do século II. Certos estudiosos propuseram que sucedeu Tiridates entre 75 e 110, mas esta hipótese, para a qual não há evidências explícitas, foi rejeitada por outros. Sanatruces também foi rei de Osroena (r. 91–109). Moisés de Corene afirmou que assumiu o trono após conduzir uma campanha ao lado dos Bagratúnios e Arzerúnios contra Edessa, vitimando os filhos de Abgar VI, exceto as mulheres, que foram realocadas ao distrito de Astianena, em Sofena. Na sequência, entregou Harrã a Helena e a nomeou rainha em Adiabena.
Em 110, o trono era ocupado por Axídares, filho do xainxá Pácoro II (r. 78–110), que foi deposto em 113 por seu tio paterno, o xainxá Osroes I (r. 109–116). Em 114, a Armênia foi anexada pelo imperador Trajano (r. 98–117) durante sua campanha militar contra o Império Arsácida e várias fontes nomearam Sanatruces como um dos líderes da revolta contra a ocupação em 117. Moisés afirmou de faleceu durante uma caçada, quando foi atingido por uma flecha no intestino.
A tradição hagiográfica culpou Sanatruces pelo martírio de Judas Tadeu e Bartolomeu, o Apóstolo na Armênia, bem como pelo de sua própria filha, Sanducte, a Virgem. Moisés de Corene, em particular, alegou que o rei teria aceitado se converter ao cristianismo por intermédio de Judas Tadeu, mas receou que os príncipes armênios iriam contestar seu reinado e decidiu apostatar e executar os apóstolos e seus seguidores em Artaz, na Vaspuracânia. Durante seu reinado, um grande terremoto destruiu a cidade de Mesurne,[a] cuja localização exata é desconhecida, mas segundo Moisés de Corene e Fausto, o Bizantino estava situada próximo ao Eufrates. A cidade foi destruída e reconstruída com muralhas duplas e uma estátua do rei segurando uma moeda foi erguida no centro da cidade.